# هليلج بوفيني

هليلج بوفيني (الاسم العلمي:Terminalia boivinii) هو نوع نباتي يتبع جنس الهليلج من الفصيلة القمبريطية.